# Saranrom-Palast

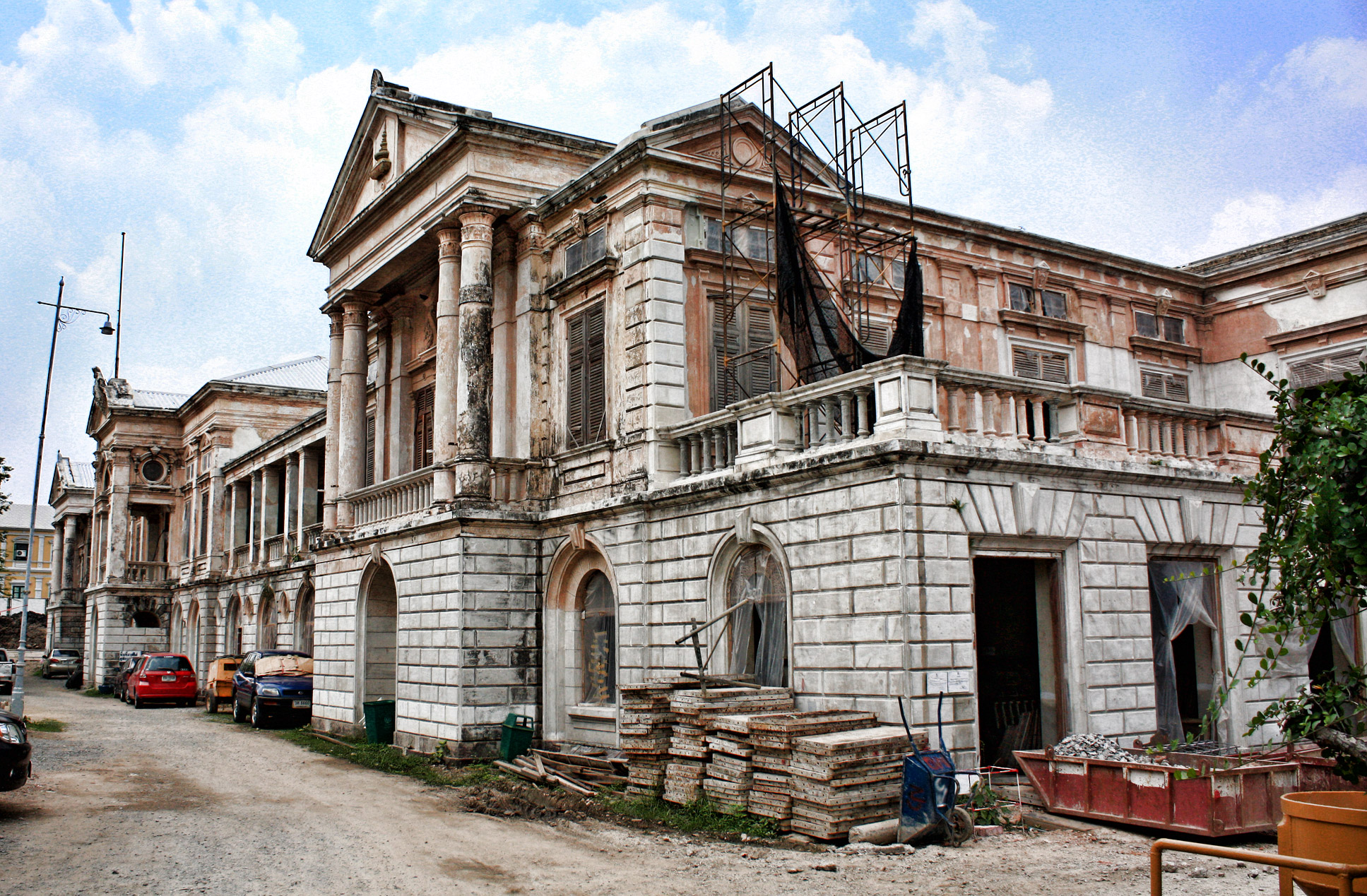
Der Saranrom-Palast während der Renovierung 2009

Der Saranrom-Palast (Thai: วังสราญรมย์ – RTGS: wang saranrom) ist ein königlicher Palast in Bangkok, Thailand.

## Lage
Der Saranrom-Palast liegt im Bangkoker Distrikt (Khet) Phra Nakhon an der Thanon Sanam Chai (Sanam Chai-Straße) östlich des Großen Palastes. Direkt südlich liegt der „Suan Sararom“ (Saranrom-Garten), heute ein öffentlicher Park, in dessen nordöstlicher Ecke sich der Wat Ratchapradit befindet.

## Geschichte
Im Jahr 1866 erließ König Mongkut (Rama IV.) die Order, an der Stelle des Schießpulver-Magazins östlich des Großen Palastes einen neuen Palast zu errichten. Er plante, diesen Palast als seinen Alterssitz zu benutzen, um als Berater immer in der Nähe des neuen Königs zu sein. Er konnte diesen Plan nicht mehr umsetzen, da er im Jahr 1868 starb. Sein Nachfolger, König Chulalongkorn (Rama V.) ließ zunächst die Bauarbeiten vollenden, dann übergab er den Palast zunächst an seinen jüngeren Bruder, Prinz Chakrabandhu (สมเด็จพระเจ้าบรมวงศ์เธอ เจ้าฟ้าจาตุรนต์รัศมี กรมพระจักรพรรดิพงษ์), später an seinen jüngsten Bruder, Prinz Bhanubandhu (สมเด็จพระเจ้าน้องยาเธอ เจ้าฟ้าภาณุรังษีสว่างวงศ์ กรมพระภาณุพันธุวงศ์วรเดช).
Im Dezember 1886 fragte Prinz Devawongse (สมเด็จพระเจ้าบรมวงศ์เธอ พระองค์เจ้าเทวัญอุไทยวงศ์ กรมพระยาเทวะวงศ์วโรปการ) um Erlaubnis an, den Palast für das Außenministerium nutzen zu dürfen. So residierten hier zum Beispiel im März 1890 Prinz Georg von Griechenland und im Jahr 1893 der russische Zar während ihrer Staatsbesuche in Thailand.
Als Kronprinz Vajiravudh 1902 von seinen Studien im Ausland zurückgekehrt war, lebte er zunächst im Saranrom-Palast. Als er jedoch als Rama VI. den Thron bestieg, wurde der Palast vernachlässigt. Erst Jahre später wurde er wieder dazu benutzt, Staatsgäste zu beherbergen, wie zum Beispiel General Joffre, der im Dezember 1921 Siam besuchte.
Unter König Prajadhipok (Rama VII.) wurde im Saranrom-Palast wieder das Außenministerium angesiedelt. Später wurden hinter dem Palast, also östlich davon, zahlreiche neue, drei- bis vierstöckige Gebäude errichtet, um dem gestiegenen Platzbedarf des Ministeriums gerecht zu werden.
Nach einer Bestandsaufnahme der Bausubstanz im Jahr 2004 wird das historische Palastgebäude 2009 einer Grundrestaurierung unterzogen.

## Architektur
Der Saranrom-Palast war ursprünglich ein rechteckiges Gebäude in neoklassizistischem Stil mit einem zentralen Innenhof, der von einer Veranda und zahlreichen Räumen mit Balkonen umgeben war. Staatsgäste bewohnten die Räume im ersten Stock, während das Erdgeschoss für das Personal vorgesehen war. Das Gebäude war zuerst nach Süden ausgerichtet, im rechten Winkel zu Großen Palast. Der Haupteingang lag zum Saranrom-Garten, zwei große Treppenaufgänge führten zu einem Thronsaal.
Der italienische Architekt Carlo Allegri wurde 1897 damit beauftragt, den Palast umzugestalten. An der westlichen Seite des Palastes wurden drei Veradas angebaut, die auf den Großen Palast ausgerichtet waren. Die mittlere Veranda war in einem offenen, palladianistischen Stil errichtet, die beiden anderen haben einen Balkon mit stuckverzierten Balustraden. Darüber befanden sich große Tympana, die von korinthischen Säulen getragen wurden. Das Erdgeschoss war mit Bossenwerk aus Stuck verziert, die Fenster hier waren bogenförmig, während die oberen Stockwerke rechteckige Fenster hatten, die von Pilastern flankiert sind.
Vor dem Palast befand sich der Palastgarten, der ebenfalls den Namen Saranrom trug. Die Gestaltung des Gartens wurde Henry Alabaster überlassen, einem Engländer, der 1870 nach Thailand gekommen war. Der kleine Tempel Wat Ratchapradit im Nordosten des Gartens diente als Palasttempel. Der Garten wurde bereits 1893 von König Chulalongkorn nach dem Vorbild europäischer Gärten umgestaltet. Heute ist der Saranrom-Garten (พระราชอุทยานสราญรมย์ – Phra Ratcha Uthayan Saranrom) ein öffentlicher Park.

### Eindrücke aus dem Saranrom-Garten

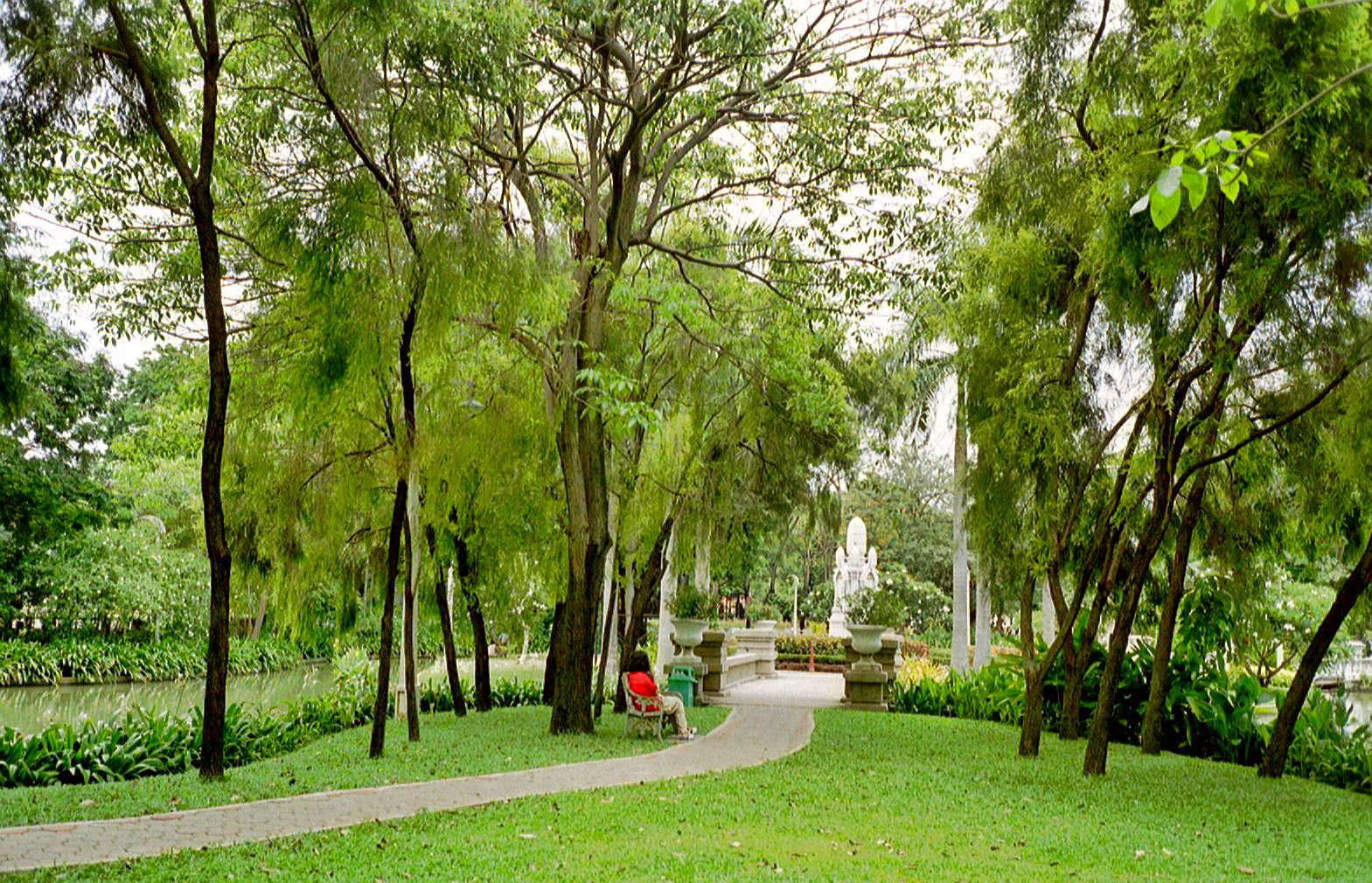
Saranrom Palastgarten
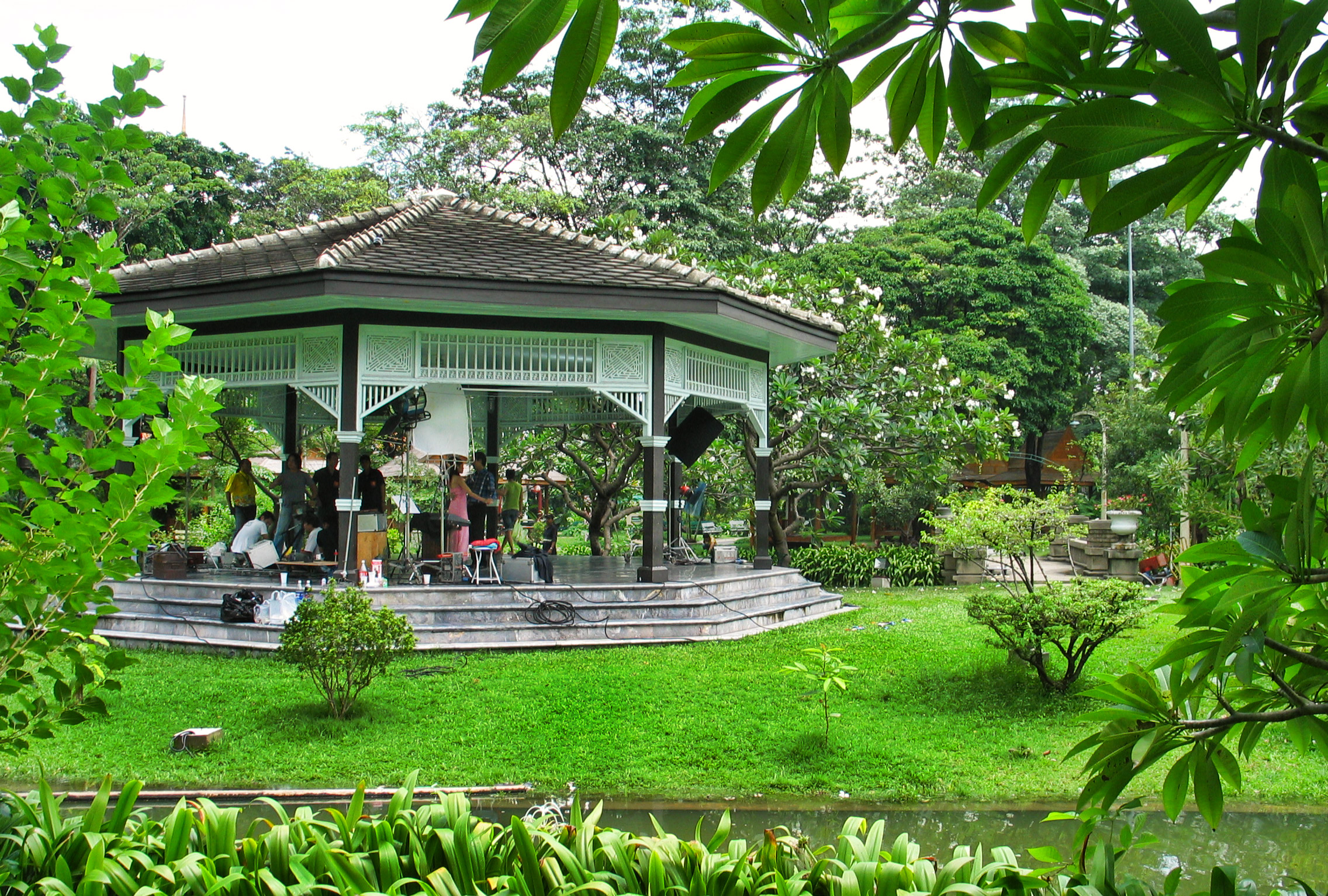
Oktogonaler Pavillon
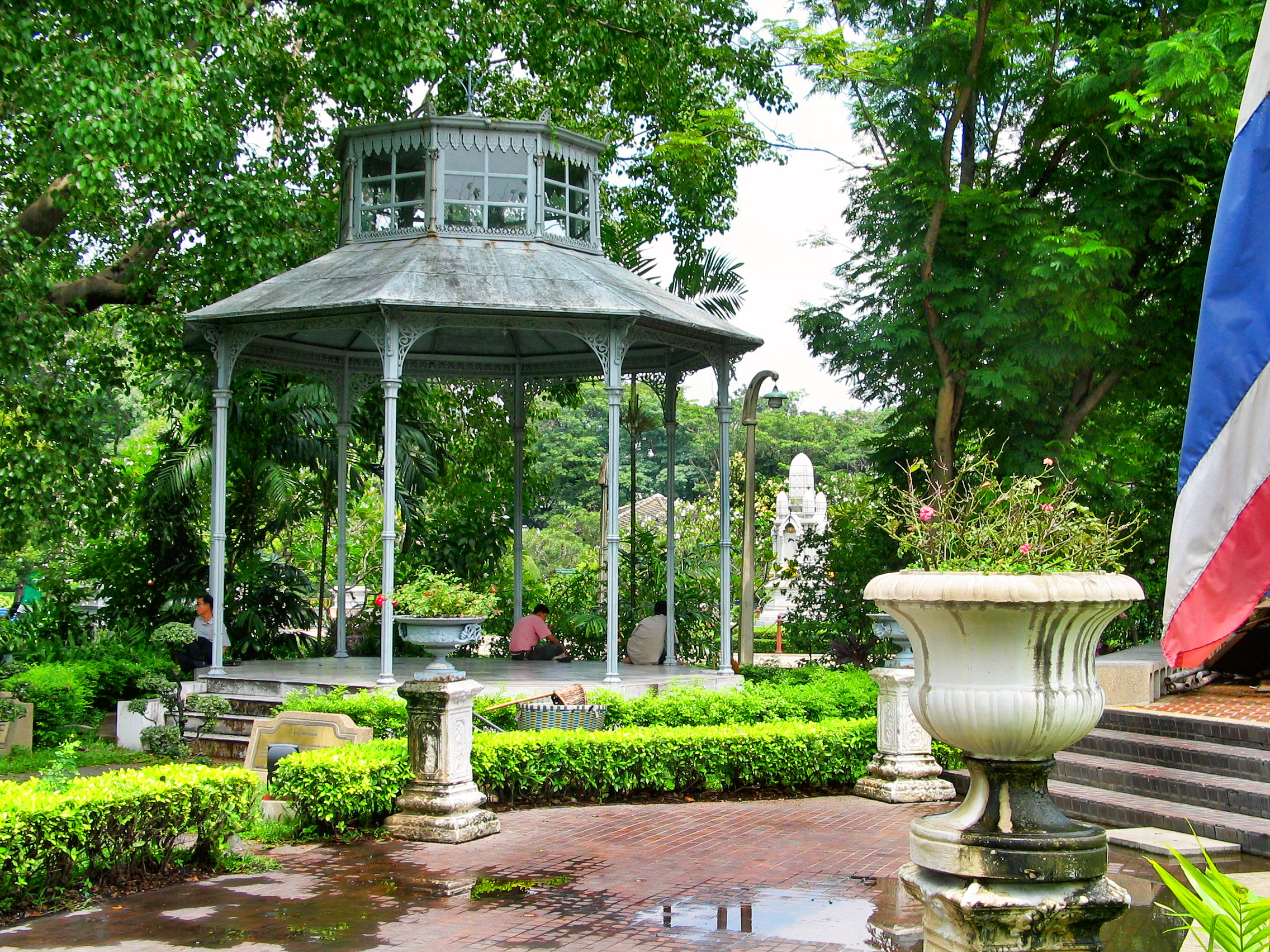
Der „Brass Pavillon“